# Ralf Mairose

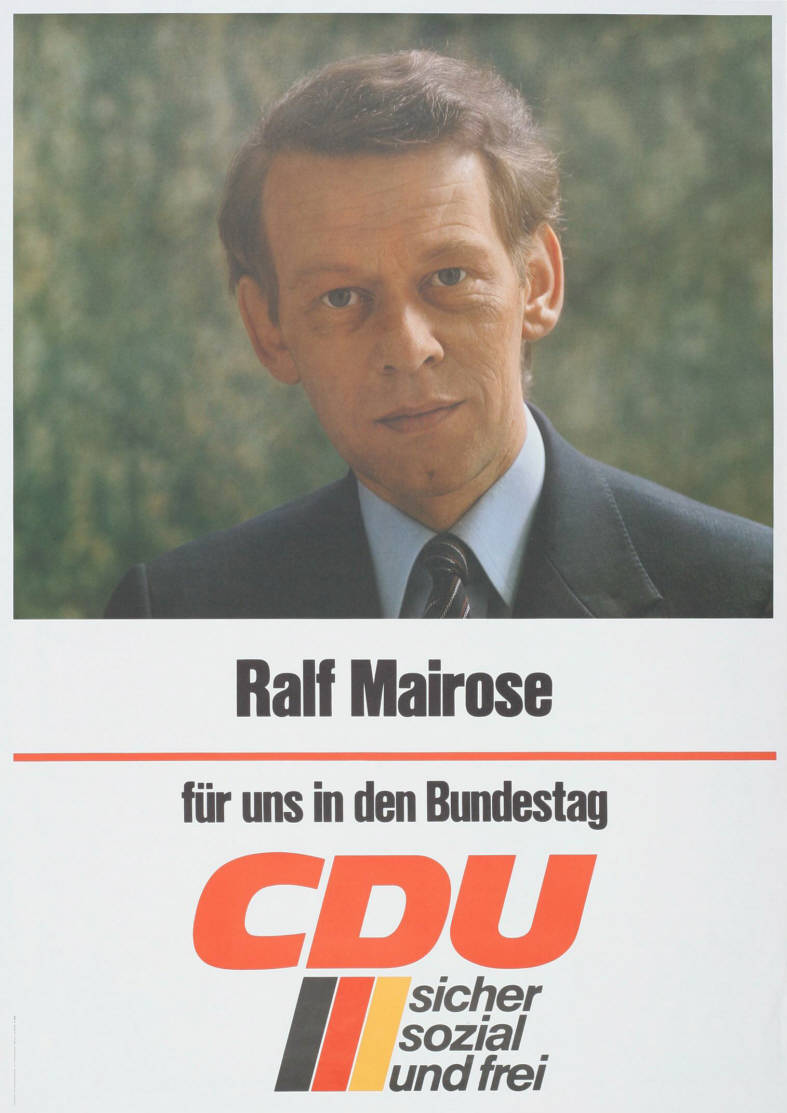
Kandidatenplakat zur Bundestagswahl 1983

Ralf Mairose (* 21. Juni 1940 in Hamburg; † 11. Juni 2001) war ein Hamburger Politiker der CDU und ehemaliges Mitglied der Hamburgischen Bürgerschaft.

## Leben und Politik

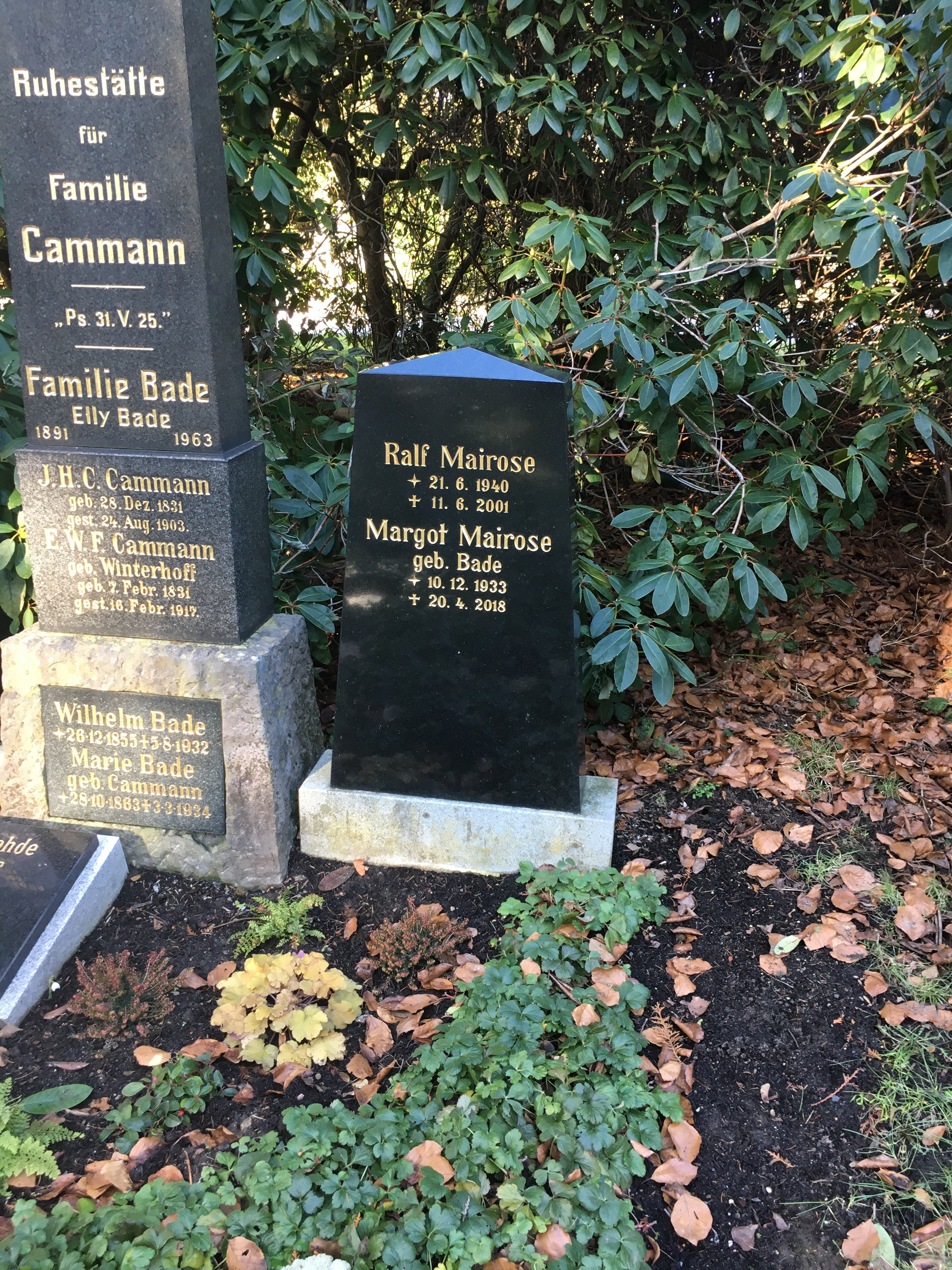
Grabstätte auf dem Friedhof Ohlsdorf

Beruflich war Mairose Diplom-Volkswirt. Er arbeitete als Akademischer Oberrat an der Hochschule für Wirtschaft und Politik, in Hamburg.
Von 1966 bis 1968 war er Vorsitzender des CDU-Ortsverbandes Alsterdorf. Von 1974 bis 1997 saß er für die CDU in der Hamburger Bürgerschaft. Dort war er für die CDU-Fraktion unter anderem im Ausschuss für Vermögen und öffentliche Unternehmen sowie im Haushaltsausschuss. Er war zudem finanzpolitischer Sprecher der Fraktion. Er war Vorsitzender des damaligen CDU-Kreisverbandes Alstertal. 
Im Juni 2001 erlitt Mairose in seinem Auto einen Schlaganfall, an dem er wenig später starb. Seine letzte Ruhestätte fand er auf dem Friedhof Ohlsdorf. Sie liegt südlich von Kapelle 6 im Planquadrat W 31. 